# Hugo Borgström

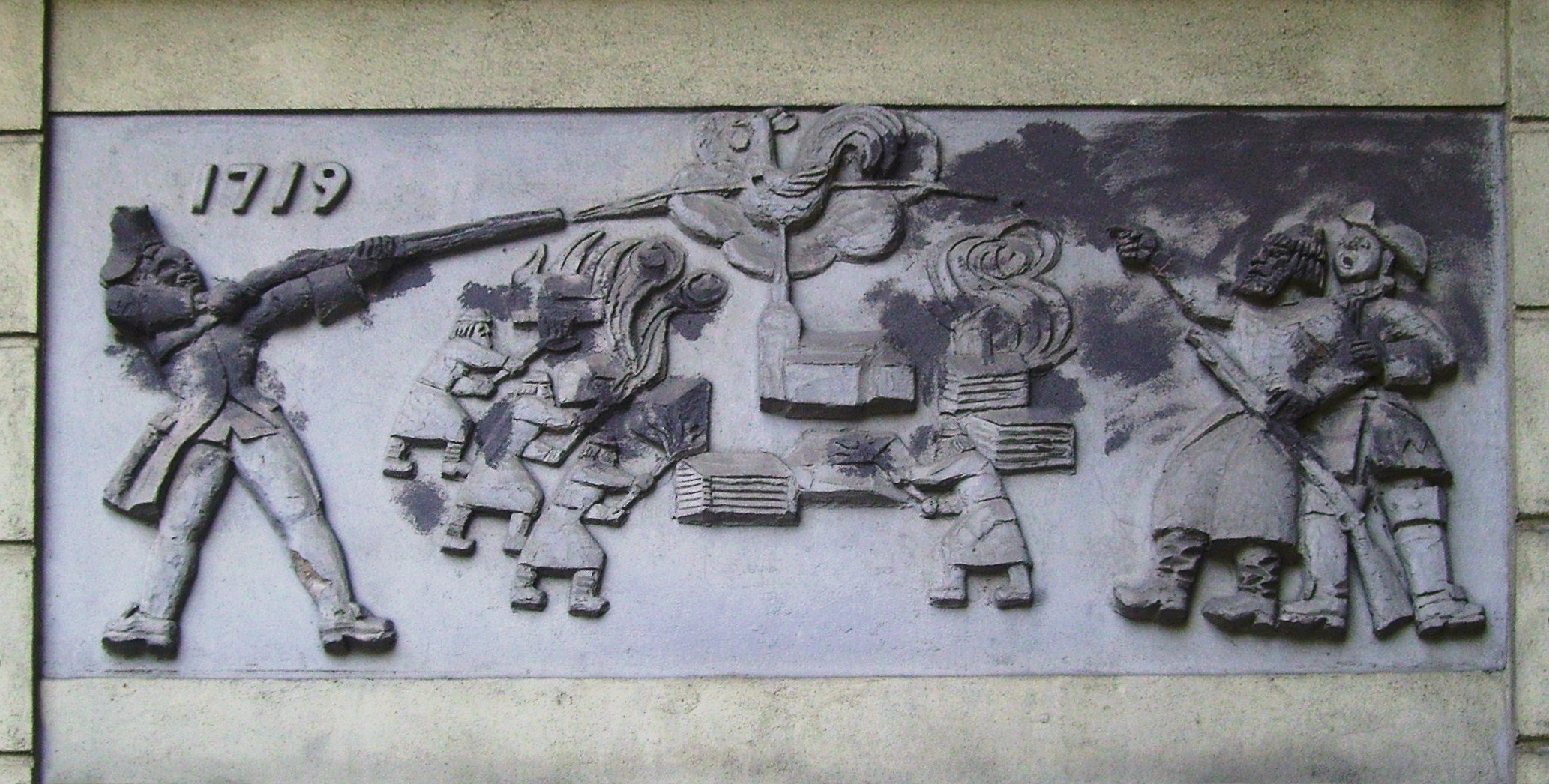
Relief på det tidigare stadshotellet i Södertälje med motiv från rysshärjningarna, skulpterad 1940 av Hugo Borgström.

Axel Gustav Hugo Borgström, född 11 januari 1903 i Gävle, död 24 september 1976 i Stockholm, var en svensk målare och skulptör.
Han studerade vid Kungliga Konsthögskolan i Stockholm 1924–1928. Han är representerad vid Gävle museum och i Lunds universitets konstsamling.
Hugo Borgström var son till tapetserarmästaren Axel Borgström och hans maka född Bergvall, och bror till arkitekten Birger Borgström och konstnären Josef Borgström. Hugo Borgström var gift med Elsa Borgström och de fick fem barn tillsammans.
Borgström reste till Paris, Spanien, Marocko och Italien och studerade freskomåleri. Han arbetade hos Isaac Grünewald under åren 1925–1936 och utförde dekorationsarbeten åt teatrar, exempelvis på Göta Lejon. Hugo Borgström har gjort en kormålning i Västerledskyrkan, en altarmålning i Ramsjö kyrka, muralmålningar i Stadshuset i Hjo, en målning i Malungs tingshus och tak- och väggmålningar i stora salen på Hillegården i Gävle (1927)
Från 1935 var Borgström lärare i konstindustriell fackteknik vid Tekniska skolan i Stockholm. Han deltog med sitt måleri vid flera grupputställningar och separatutställningar. Flera dekorativa arbeten utfördes av honom, som i stadshuset i Stockholm, Riksdagshuset i Helsingfors samt i flera kyrkor.
Hugo Borgström är begravd på Skogskyrkogården i Stockholm.